# KAI RQ-101 ソンゴルメ
KAI RQ-101
トラックに搭載されたRQ-101
- 用途：無人航空機
- 設計者：国防科学研究所（ADD)、韓国航空宇宙産業（KAI）
- 製造者：韓国航空宇宙産業（KAI）
- 運用者：大韓民国陸軍
- 初飛行：1993年
- 生産開始：2002年
- 運用開始：2002年
- 運用状況：運用中

KAI RQ-101 ソンゴルメ（韓国語:송골매、漢字:松鶻鷹）は、2000年に韓国の国防科学研究所（ADD）と韓国航空宇宙産業（KAI）によって開発された、軍用無人航空機（UAV）である。RQ-101は軍団司令官向けに設計された非武装のUAVであり、2002年から軍事情報収集用として大韓民国陸軍（以下、韓国陸軍）に配備・運用されている。公式には、ソンゴルメ（韓国語:송골매、「ハヤブサ」の意）という通称が付けられている。

## 開発・設計
従来、韓国陸軍はイスラエルから導入したサーチャーUAVを使用していた。1991年、韓国は、韓国陸軍の軍団レベルで使用する、地上監視および偵察作戦用の独自UAVの開発を開始した。1991年から1992年にかけて予備調査が行われ、1993年にはシステム開発が開始、1997年まで性能検証のための運用試験が行われ、2000年に開発が正式に完了した。韓国陸軍に何機のRQ-101が配備されているかは公表されていないが、公的資料によると、2017年時点で数十機とされている。
RQ-101は翼幅6.4m（21フィート）、全長4.7m（15フィート）で、軽くて強度の高い炭素繊維とガラス繊維の複合材で構成されている。エンジンは52hp（39kW）で、プロペラ駆動で最高速度185km/h（115マイル/時）、巡航速度150km/h（93マイル/時）を発揮できる。最高高度は約4,500m（14,800フィート）である。滞空時間は約6時間で、行動半径は110km（68マイル）から200km（120マイル）。総重量は215kg（474ポンド）、最大離陸重量は290kg（640ポンド）、軍事作戦用のペイロード重量は50kg（110ポンド）である。
この航空機には、監視・偵察・リアルタイム目標捕捉に使用する、電子光学センサー（EO）、前方監視型赤外線装置（FLIR）、GPS/INS航法装置、見通し線（LOS）間データリンクが装備されている。標準では、航空機にはライブ映像を送信できるHDビデオカメラが搭載されている。

## 改良
2009年から2011年にかけて能力向上プロジェクトが実施され、ミッション装備と地上管制装備のハードウェアがアップグレードされ、さらに2015年までに3つの小規模な改良が行われた。しかし、RQ-101は追加の開発予算がないために能力向上がそれ以上進んでいない。韓国航空宇宙産業では、2012年からRQ-101の後継となる次世代UAV「NCUAV」を開発中である。

## 運用国
韓国
大韓民国陸軍

## 仕様
韓国航空宇宙産業のデータより

### 全般
- 乗員:無人
- 全長:4.7m（15フィート5インチ）
- 全幅:6.4m（21フィート）
- 全高:1.5m（4フィート11インチ）
- 総重量:215kg（474ポンド）[2]
- 最大離陸重量:290kg（639ポンド） [2]
- ペイロード:50kg（110ポンド）[5]
- 発動機:プロペラエンジン1基（52shp・39kW）

### 性能
- 最高速度:185km/h（115マイル/時、100ノット）[2]
- 巡航速度:150km/h（93マイル/時、81ノット）[2]
- 航続距離:200km（120マイル、110カイリ）[2]
- 航続時間:6時間
- 実用上昇限度:4,500m（14,800フィート）[3]

### アビオニクス
- SU-1K 電気光学（EO）システム[3]
- 前方監視型赤外線（FLIR）カメラ[5]
- GPS/INS複合航法システム[7]
- 見通し線（LOS）間データリンク[2]